# Nuthin' Fancy
Nuthin' Fancy är det amerikanska rockbandet Lynyrd Skynyrds tredje studioalbum, utgivet 1975. Det nådde nionde plats på Billboards albumlista.
Albumet är inspelat i WEBB IV Studios i Atlanta och i Studio One i Doraville, Georgia.

## Låtlista
1. "Saturday Night Special" (Ed King/Ronnie Van Zant) - 5:10
2. "Cheatin' Women" (Al Kooper/Gary Rossington/Ronnie Van Zant) - 4:39
3. "Railroad Song" (Ed King/Ronnie Van Zant) - 4:15
4. "I'm a Country Boy" (Allen Collins/Ronnie Van Zant) - 4:25
5. "On the Hunt" (Allen Collins/Ronnie Van Zant) - 5:27
6. "Am I Losin'" (Gary Rossington/Ronnie Van Zant) - 4:35
7. "Made in the Shade" (Ronnie Van Zant) - 4:40
8. "Whiskey Rock-A-Roller" (Ed King/Bill Powell/Ronnie Van Zant) - 4:15